# Dypsis lastelliana
Dypsis lastelliana är en enhjärtbladig växtart som först beskrevs av Henri Ernest Baillon, och fick sitt nu gällande namn av Henk Jaap Beentje och John Dransfield. Dypsis lastelliana ingår i släktet Dypsis och familjen Arecaceae. IUCN kategoriserar arten globalt som livskraftig. Inga underarter finns listade i Catalogue of Life.